# 小栗実
小栗 実（おぐり みのる、1987年2月4日 - ）は、日本中央競馬会 (JRA) ・栗東トレーニングセンターに所属している調教師。

## 来歴
中学生の頃に周りが競馬ゲームのダービースタリオンをやっていた影響で、テレビで競馬を見て興味を持ち、特にグラスワンダーが勝った1999年の有馬記念が大きなきっかけで厩務員になりたいと思うと、馬を学ぶために動物科学科がある岐阜県立岐阜農林高等学校に進学。高校を卒業後、軽種馬育成調教センター（BTC）を経て、アイルランドのマイケル・ハルフォード厩舎で約3か月の修行。帰国後は北海道浦河町の武田ステーブルで3年半の経験を積んだ。
2010年1月、JRA競馬学校厩務員課程に入学。2010年10月、栗東・鈴木孝志厩舎で厩務員となり、2011年1月に調教助手となる。主に攻め専（調教専門の助手）として腕を磨く。親しくしていた松下武士が調教師試験に合格し厩舎開業の準備をしている時に話しをしたのが大きなきっかけで、調教師試験を受けてみようと思い、その日のうちに資料を取り寄せた。2022年度の新規調教師試験に7度目の受験で合格。技術調教師として、栗東では鈴木孝厩舎のほか、友道厩舎と寺島厩舎、美浦では国枝厩舎と大竹厩舎で経験を積み、2023年3月1日に開業。
2023年3月11日、中京5Rにヤマカツラナウェイで初出走（7着）、3月26日阪神7R、ミツルハピネスが1着となり、延11頭目でJRA初勝利を挙げる。同年7月15日、函館2歳ステークスでナナオが重賞初出走で2着となる。なおナナオは18歳でBTCに在籍していたときに研修で訪れた二風谷ファームの生産馬。12月10日、G1初出走となる阪神ジュベナイルフィリーズにナナオとプシプシーナの2頭で参戦。

## 調教師成績
|            | 日付           | 競馬場・開催  | 競走名                     | 馬名                | 頭数 | 人気 | 着順      |
| ---------- | -------------- | ------------- | -------------------------- | ------------------- | ---- | ---- | --------- |
| 初出走     | 2023年3月11日  | 2回中京1日5R  | 3歳未勝利                  | ヤマカツラナウェイ  | 18頭 | 8    | 7着       |
| 初勝利     | 2023年3月26日  | 2回阪神2日7R  | 4歳以上1勝クラス           | ミツルハピネス      | 14頭 | 2    | 1着       |
| 重賞初出走 | 2023年7月15日  | 2回函館5日11R | 函館2歳ステークス          | ナナオ              | 15頭 | 6    | 2着       |
| 重賞初勝利 |                |               |                            |                     |      |      |           |
| G1初出走   | 2023年12月10日 | 5回阪神4日11R | 阪神ジュベナイルフィリーズ | ナナオ プシプシーナ | 18頭 | 8 15 | 12着 15着 |